# صهوة (حصان)

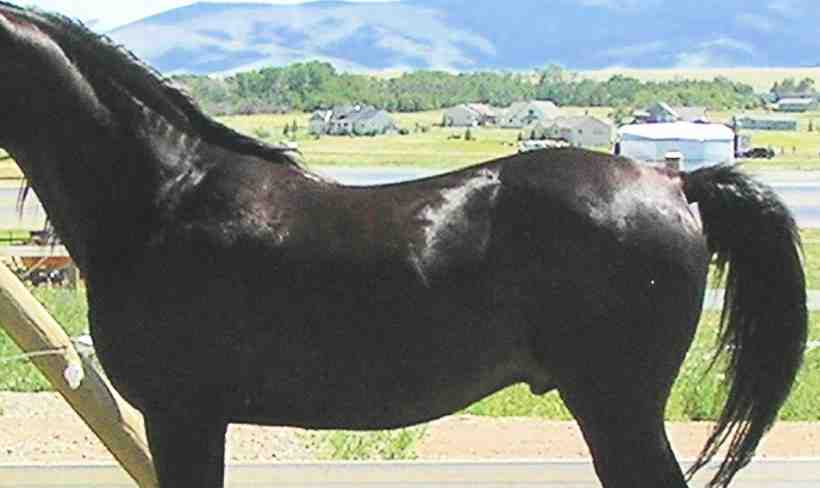
صهوة حصان

يقصد بالصهوة (بالإنجليزية: The Back)‏ منطقة تشريح الحصان حيث يوضع السرج، وفي الاستخدام الشائع يمتد ليشمل منطقة الخاصرة أو أسفل الظهر من الفقرات الصدرية التي تعتبر ضرورية أيضًا لقدرة حمل وزن الحصان. يبدأ هذان القسمان من العمود الفقري عند الغارب وبداية الفقرات الصدرية ويمتد حتى آخر الفقرات القطنية. نظرًا لأن الخيل يمتطيها البشر فإن قوة وبنية ظهر الحصان أمر بالغ الأهمية لفائدة الحيوان.
الفقرات الصدرية هي الهياكل الفقارية الحقيقية «للصهوة» من الهيكل العظمي، وتوفر الدعم الأساسي للسرج، وتوفر الفقرات القطنية الاقتران الذي يوصل الصهوة بالخلف. يعتبر القفص الصدري جزءًا لا يتجزأ من هيكل الصهوة والذي يوفر أيضًا الدعم للحصان والفارس. يعمل التصميم المعقد للعظام والعضلات والأوتار والأربطة معًا للسماح للحصان بتحمل وزن الفارس.

## تشريح الظهر
يختلف هيكل الصهوة من حصان إلى حصان ويختلف كثيرًا حسب السلالة وعمر وحالة الحيوان.

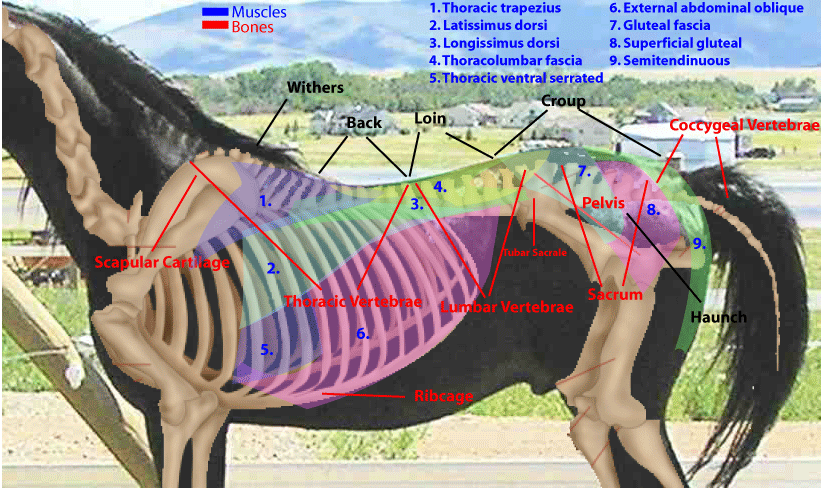
تشريح ظهر حصان

## الهيكل العظمي
يحتوي الحصان على ما مجموعه 18 فقرات صدرية، مع خمسة في الغارب. ترتبط كل فقرة صدرية بضلع. للحصان أيضًا في المتوسط ستة فقرات قطنية. في بعض الأحيان لدى بعض السلالات مثل العربية ولكن ليس دائمًا خمس فقرات قطنية و 17 فقرة صدرية. يبدو أن هناك ارتباطًا ضئيلًا بين طول الظهر وعدد الفقرات ، حيث أن العديد من الخيول ذات الظهر القصير لديها العدد النموذجي للفقرات.  يبدو أن طول كل فقرة في منطقة أسفل الظهر له تأثير أكبر على قوة ظهر الحصان.

## روابط خارجية
- أسباب آلام الصهوة
- عضلات الصهوة
- مناقشة شكل الصهوة